# Моара Домњаска (Васлуј)
Моара Домњаска (рум. Moara Domnească) насеље је у Румунији у округу Васлуј у општини Валени. Oпштина се налази на надморској висини од 105 m.

## Становништво
Према подацима из 2002. године у насељу је живело 1391 становника, од којих су сви румунске националности.